# Сонагази
Сонагази (бенг. সোনাগাজি, англ. Sonagazi) — город на юго-востоке Бангладеш, административный центр одноимённого подокруга. Площадь города равна 2,09 км². По данным переписи 2001 года, в городе проживало 4905 человек, из которых мужчины составляли 51,62 %, женщины — соответственно 48,38 %. Плотность населения равнялась 2346 чел. на 1 км². Уровень грамотности населения составлял 45,4 % (при среднем по Бангладеш показателе 43,1 %). 